# Der Weg nach Singapur
Der Weg nach Singapur, Originaltitel Road to Singapore, ist eine US-amerikanische Filmkomödie in schwarz-weiß aus dem Jahr 1940. Regie führte Victor Schertzinger. Das Drehbuch schrieben Don Hartman und Frank Butler nach einer Geschichte von Harry Hervey. Die Hauptrollen spielten Bob Hope, Bing Crosby und Dorothy Lamour. Es ist der erste von sieben Filmen der Reihe Der Weg nach ….

## Handlung
Der Millionenerbe Josh Mallon arbeitet lieber auf einem Schiff als für die Leitung der Reederei seiner Familie vorbereitet zu werden. Zudem drängt sein Vater Joshua auf eine baldige Hochzeit von Josh und Gloria Wycott. Zusammen mit seinem Freund Ace Lannigan, der vor der Zwangsheirat mit einer seiner Geliebten flieht, mischt er eine Feier der Familien Mallon und Wycott derart auf, dass er mit Ace auf die Insel Kaigoon fliehen muss. Dort leben sie in einem kleinen Dorf und schwören den Frauen ab. Eines Abends sitzen sie gemeinsam in der Dorfkneipe und verfolgen den Auftritt des Peitschenkünstlers Caesar und seiner Partnerin Mima. Josh und Ace reagieren beide sichtbar auf Mima, sodass diese nach dem Auftritt an deren Tisch kommt. Caesar schlägt sofort mit seiner Peitsche dazwischen, und es kommt zu einer Schlägerei, in deren Verlauf Ace und Josh durchs Fenster flüchten und Mima, die von ihrem brutalen Partner loskommen will, mitnehmen. Mima zieht bei den beiden ein. Bald schon wird das Geld knapp, sodass sie beschließen, Putzmittel als Waschmittel zu verkaufen. Allerdings zerstören sie schon bei der ersten öffentlichen Vorführung ihres Produkts den Anzug von Achille Bombanassa. Dadurch kommt Caesar auf ihre Spur, aber auch Joshs Vater, der seinen Sohn mit einem Foto in allen Niederlassungen seiner Reederei suchen lässt. Willow, der die Niederlassung auf Kaigoon leitet, fragt nämlich als erstes Bombanassa.
Mittlerweile haben sich Josh und Ace beide in Mina verliebt. Allerdings hungern die drei aus Geldmangel. Als die große jährliche Feier ansteht, bei der alle Ureinwohner kostenlos zu essen bekommen, geben sich Josh und Ace als solche aus und nehmen alles, was sie bekommen können. Noch während dieser Feier treffen auch Joshs Vater und Gloria ein, um Josh zurückzuholen. Unter dem Eindruck, dass Josh heimkehren wird, macht Ace Mima einen Heiratsantrag. Josh will allerdings ebenfalls bei Mima bleiben, die sich nun zwischen den beiden entscheiden muss. Eigentlich liebt sie Josh, will ihn aber nicht von davon abhalten, Gloria zu heiraten und wählt der Ace. Josh reist daher mit seinem Vater und Gloria ab. Caesar macht die Behörden darauf aufmerksam, dass Ace keinen Pass hat. Daher soll dieser ausgewiesen werden. Dies kann Ace noch verhindern und damit einen Vollzugsbeamten ausweisen lassen. Trotzdem verlässt er mit Mima die Insel. Dabei bemerkt er aber, dass Mima Josh liebt. Daraufhin lockt Ace Josh von dessen Schiff, sodass Josh und Mima heiraten können.

## Produktion

### Produktionsfirma
Der Weg nach Singapur wurde von Paramount Pictures produziert.

### Cast & Crew
Der Weg nach Singapur war der erste gemeinsame Film von Bob Hope und Bing Crosby, die sich aber vorher schon publikumswirksam in ihren jeweiligen Radiosendungen übereinander lustig gemacht hatten. Dennoch war die Geschichte vorher bereits Fred MacMurray und Jack Oakie unter dem Titel The Road to Mandalay sowie George Burns und Gracie Allen unter dem Titel Beach of Dreams angeboten worden. Sie hatten aber alle abgelehnt. Wegen der exotischen Location lag Dorothy Lamour als weitere Hauptrolle nahe; eine weitere Rolle, in der sie in einem Sarong, ihrem „Markenzeichen“, auftreten konnte. Bing Crosby und Bob Hope hielten sich selten ans Drehbuch und folgten eher ihren Instinkten (oder auch den Tipps ihrer persönlichen Gagschreiber). So soll Bob Hope einmal den Drehbuchautor Frank Butler aufgefordert haben, laut „Bingo“ zu rufen, wenn er etwas hören sollte, das wie eine seiner Textpassagen klinge. Dorothy Lamour war davon zunächst sehr irritiert, bald aber bemerkte auch sie, dass es keinen Sinn ergäbe, das Drehbuch zu lernen.
Für die Kostüme in Der Weg nach Singapur war Edith Head verantwortlich, für das Szenenbild Hans Dreier und Robert Odell sowie A. E. Freudemann.

### Dreharbeiten
Die Dreharbeiten für Der Weg nach Singapur begannen am 25. September 1939 und gingen bis Dezember. Drehort waren die Paramount Studios. Der Arbeitstitel des Films war Follow the Sun.

### Musik
Neben der Filmmusik von Victor Young spielen in Der Weg nach Singapur wie in jedem anderen Film der Reihe die vorgetragenen Lieder eine große Rolle. Das erste, Captain Custard, singen Bing Crosby und Bob Hope bei der Feier auf dem Schiff, das zweite, The Moon and the Willow Tree, wird von Dorothy Lamour gesungen, als sie das Boot eines Abends verlässt und sich ans Ufer setzt. Diese beiden Lieder stammen von Victor Schertzinger und Johnny Burke. Die anderen drei Lieder wurden von James V. Monaco (Musik) und Johnny Burke (Text) geschrieben. Bing Crosby singt Sweet Potato Piper auf dem Marktplatz des Dorfes, als die drei das Reinigungsmittel von Ace verkaufen werden. Das für die Reihe typische Liebeslied, das Bing Crosby an Dorothy Lamour gerichtet singt, ist Too Romantic. Kaigoon schließlich wird von den Dorfbewohnern auf dem großen Fest aufgeführt.
Sweet Potato Piper schaffte es in die Top 20 der US-Charts, Too Romantic erreichte dort sogar Platz 3.

### Erstaufführung
Der Weg nach Singapur hatte seine Uraufführung in der Woche des 14. März 1940 in New York City. Auf DVD erschien der Film am 5. März 2002. Vertrieben wurde der Film von Paramount Pictures.
Die deutschsprachige Erstaufführung war im Bayerischen Rundfunk am 12. Februar 1985.

## Rezeption

### Kritiken
Einige Kritiker sahen in Der Weg nach Singapur Elemente der späteren Filme. Sie vermissten die Spontanität oder die Verrücktheiten dieser Filme. Auch sei Der Weg nach Singapur weniger poliert. Trotzdem fanden sie den Film witzig, hatten sehr viel Spaß daran oder sprachen von guter Unterhaltung. Analog hielten zeitgenössische Kritiker den Film für erfolgversprechend und als gutes Fundament für weitere Filme. Zwar mache die Geschichte wenig Sinn, das mache aber nichts, weil die Clownereien und die Lieder das Wichtigste seien. Es sei eine gute Komödie. Auch Frank S. Nugent von der New York Times sah teilweise „liebenswerten Unsinn“, fand aber, es sei nicht genug für eine gute Komödie. Das Lexikon des internationalen Films sah allerdings nur eine „Groteske, deren Handlung lediglich Vorwand für slapstickhafte Einfälle ist.“
Bing Crosby und Bob Hope wurden gelobt, sie seien sehr gut, wenn auch noch nicht ganz so gut wie später, und passen wunderbar zusammen. Dorothy Lamour habe sich gut angepasst, was unter diesen Umständen nicht leicht sei, sie sei aber keine Komödiantin und habe eine eher dekorative Rolle. Die Drehbuchautoren hätten sich etwas schwerer damit getan, ihren Weg zu finden.

### Finanzielles Ergebnis
Der Weg nach Singapur war an den Kinokassen der erfolgreichste Film des Jahres 1940. Er hat 3,2 Millionen Dollar eingespielt.